# Jožef I. Habsburški
Jožef I.], kralj Ogrske (od 1687), rimski kralj (1690), kralj Češke (1705) in rimskonemški cesar * 26. julij 1678, Dunaj, † 17. april 1711 Dunaj
Jožef I. je bil starejši sin Leopolda I. in  Eleonore-Magdalene Pfalško-Neuburške. V zakonu z Amalijo Vilijemino Braunschweig-Lüneburško (1673-1742) je ostal brez moških potomcev, dobil pa je dve hčerki:
- Marija Jožefa (1699-1757)
- Leopold Jožef (1700-1701)
- Marija Amalija (1701-1756)

Po smrti ga je nasledil mlajši brat Karel VI. Habsburški.